# Список знаменосцев Малайи на Олимпийских играх
Это список знаменосцев, которые представляли Малайю на Олимпийских играх.
Знаменосцы несут национальный флаг своей страны на церемонии открытия Олимпийских игр.
| # | Год, Место     | Сезон | Имя Фамилия          | Вид спорта       |
| - | -------------- | ----- | -------------------- | ---------------- |
| 1 | 1956, Мельбурн | Лето  | Тан Ким Би           | Тяжёлая атлетика |
| 2 | 1960, Рим      | Лето  | Шахрудин Мохамед Али | Лёгкая атлетика  |